# Валя-Кучій
Валя-Кучій (рум. Valea Cucii) — село у повіті Арджеш в Румунії. Входить до складу комуни Кука.
Село розташоване на відстані 140 км на північний захід від Бухареста, 32 км на захід від Пітешть, 88 км на північний схід від Крайови, 116 км на південний захід від Брашова.

## Населення
За даними перепису населення 2002 року у селі проживали 118 осіб, усі — румуни. Усі жителі села рідною мовою назвали румунську.